# موزه لودویگ
موزه لودویگ (آلمانی: Museum Ludwig) موزه‌ای در شهر کلن آلمان است که مجموعه‌هایی از آثار هنر مدرن را نگهداری می‌کند. این موزه گردآورندهٔ مجموعهٔ بزرگی از هنرهای پاپ، انتزاعی و سوررئالیستی، و دربردارندهٔ یکی از بزرگ‌ترین مجموعه آثار پیکاسو در اروپاست. علاوه بر پیکاسو، بسیاری از آثار روی لیختنشتاین و اندی وارهل نیز در این موزه نگهداری می‌شوند.

## نگارخانه

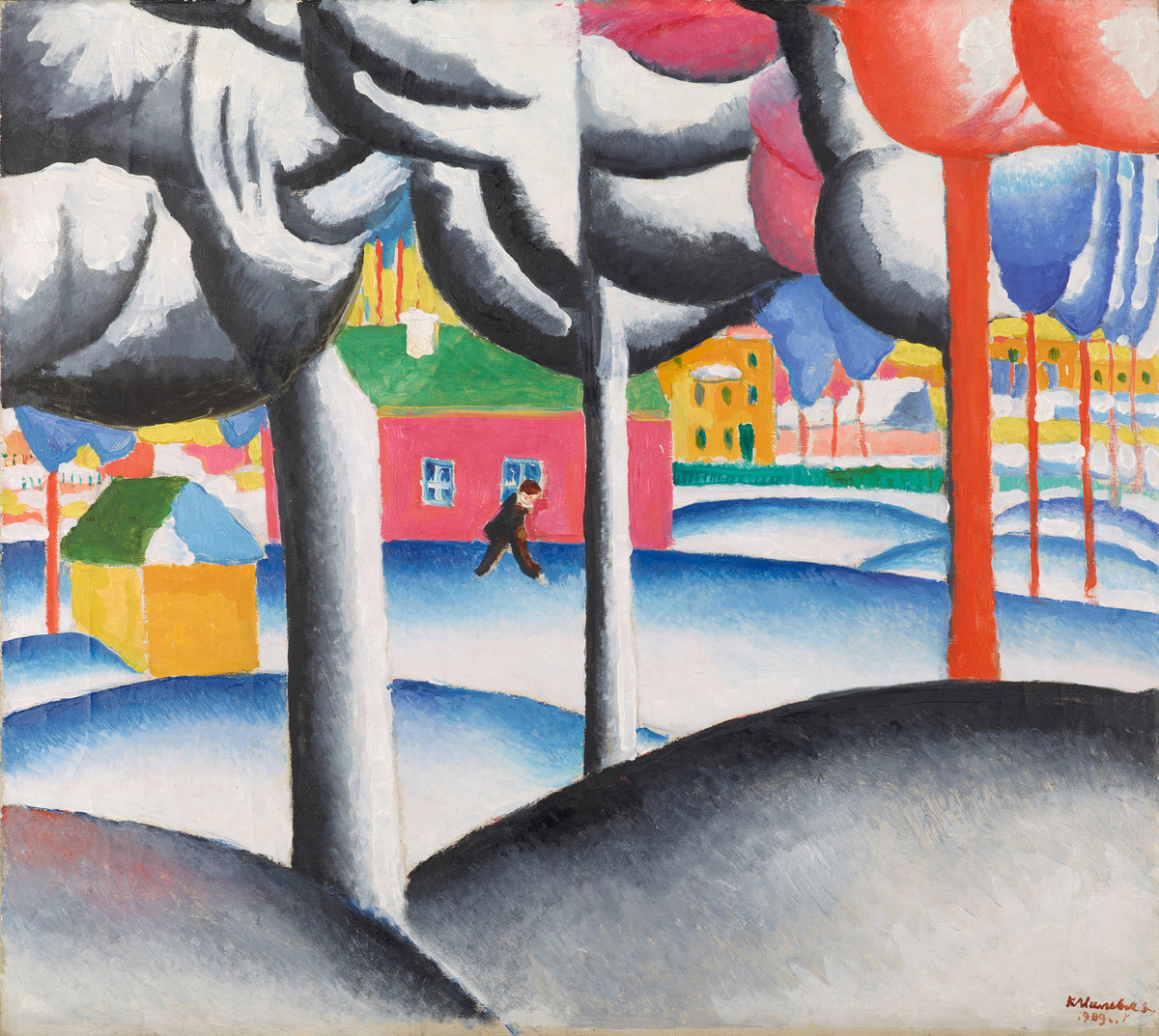
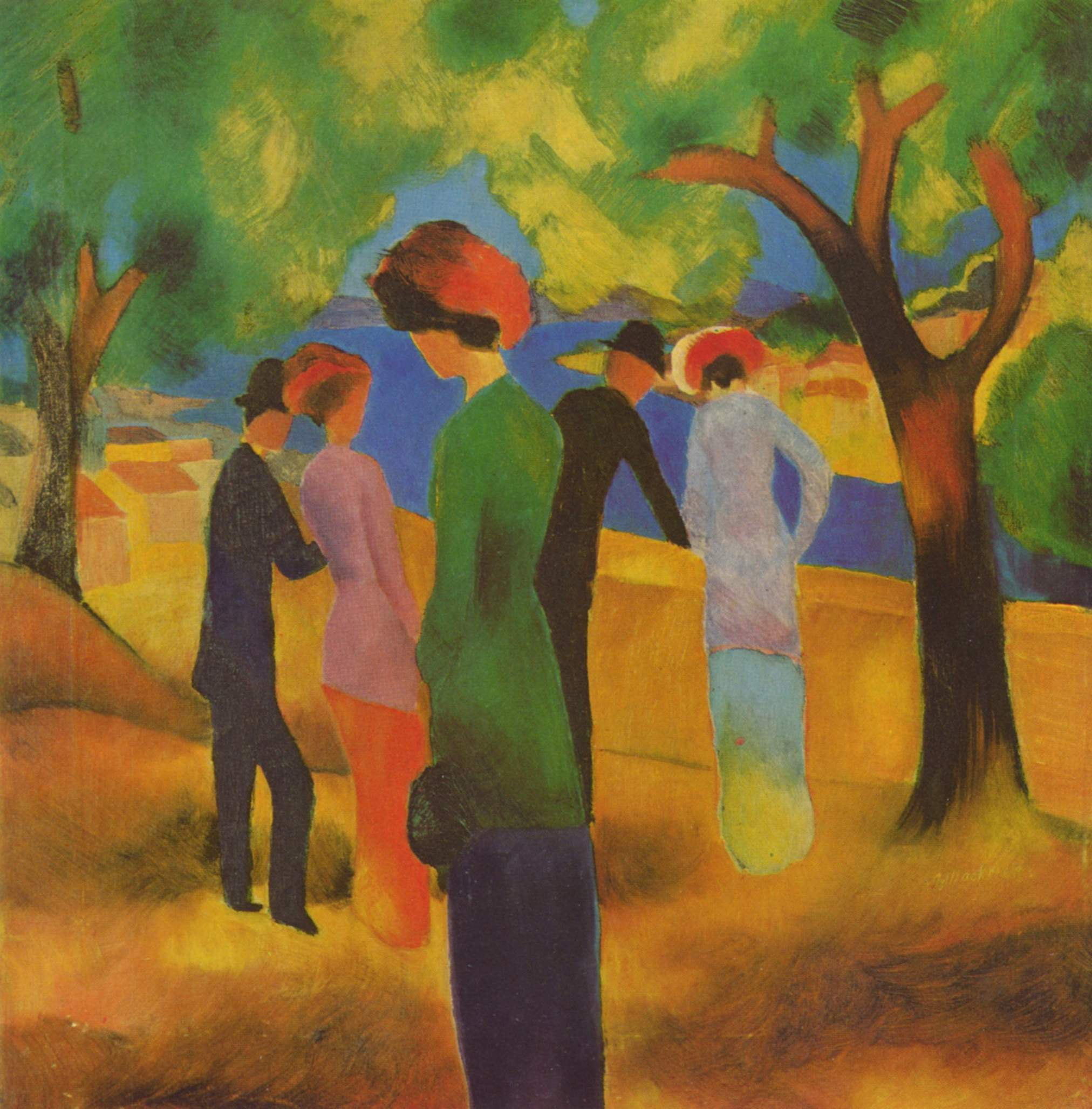
شبی باشکوه در زباله‌دان
۱۹۶۳ م.
اثر گئورگ بازلیتز